# Evenley
Evenley es un pueblo y una parroquia civil del distrito de South Northamptonshire, en el condado de Northamptonshire (Inglaterra).

## Demografía
Según el censo de 2001, Evenley tenía 537 habitantes (264 varones y 273 mujeres). 72 (13,41%) de ellos eran menores de 16 años, 423 (78,77%) tenían entre 16 y 74, y 42 (7,82%) eran mayores de 74. La media de edad era de 45,04 años. De los 465 habitantes de 16 o más años, 113 (24,3%) estaban solteros, 275 (59,14%) casados, y 77 (16,56%) divorciados o viudos. 266 habitantes eran económicamente activos, 259 de ellos (97,37%) empleados y otros 7 (2,63%) desempleados. Había 237 hogares con residentes y 3 eran alojamientos vacacionales o segundas residencias.
| 369                         | 397 | 468 | 506 | 487 | 489 | - | - | 501 | 451 | 397 | 363 | 334 | 313 | - | 382 | 377 |
| (Fuente: Vision of Britain) |     |     |     |     |     |   |   |     |     |     |     |     |     |   |     |     |